# Sport Club Corinthians Paulista 2023
Questa voce raccoglie le informazioni riguardanti lo Sport Club Corinthians Paulista nelle competizioni ufficiali della stagione 2023.

## Maglie e sponsor
Il fornitore tecnico per la stagione 2023 è Nike, mentre il main sponsor è Banco BMG.
| 1ª divisa | 2ª divisa | 3ª divisa |

## Rosa
Dati aggiornati al 1 settembre 2023.
| N. |                       | Ruolo | Calciatore        |
| -- | --------------------- | ----- | ----------------- |
| 2  | Portogallo (bandiera) | D     | Rafael Ramos      |
| 3  | Brasile (bandiera)    | D     | Lucas Veríssimo   |
| 4  | Brasile (bandiera)    | D     | Gil               |
| 5  | Argentina (bandiera)  | C     | Fausto Vera       |
| 6  | Brasile (bandiera)    | D     | Fábio Santos      |
| 7  | Brasile (bandiera)    | C     | Maycon            |
| 8  | Brasile (bandiera)    | C     | Renato Augusto    |
| 9  | Brasile (bandiera)    | A     | Yuri Alberto      |
| 10 | Paraguay (bandiera)   | C     | Matías Rojas      |
| 11 | Paraguay (bandiera)   | A     | Ángel Romero      |
| 12 | Brasile (bandiera)    | P     | Cássio (capitano) |
| 13 | Brasile (bandiera)    | D     | Léo Mana          |
| 14 | Brasile (bandiera)    | D     | Caetano           |
| 15 | Brasile (bandiera)    | C     | Paulinho          |
| 17 | Brasile (bandiera)    | A     | Giovane           |
| 19 | Brasile (bandiera)    | A     | Gustavo Mosquito  |
| 20 | Brasile (bandiera)    | C     | Giuliano          |
| 21 | Brasile (bandiera)    | D     | Matheus Bidu      |
| 22 | Brasile (bandiera)    | P     | Carlos Miguel     |
| 23 | Brasile (bandiera)    | D     | Fagner            |

| N. |                     | Ruolo | Calciatore         |
| -- | ------------------- | ----- | ------------------ |
| 24 | Colombia (bandiera) | C     | Víctor Cantillo    |
| 25 | Uruguay (bandiera)  | D     | Bruno Méndez       |
| 26 | Brasile (bandiera)  | D     | Biro               |
| 27 | Brasile (bandiera)  | C     | Pedro              |
| 29 | Brasile (bandiera)  | C     | Roni               |
| 30 | Brasile (bandiera)  | C     | Matheus Araújo     |
| 32 | Brasile (bandiera)  | P     | Matheus Donelli    |
| 33 | Brasile (bandiera)  | C     | Ruan               |
| 36 | Brasile (bandiera)  | C     | Wesley             |
| 41 | Brasile (bandiera)  | A     | Felipe Augusto     |
| 44 | Brasile (bandiera)  | C     | Gabriel Moscardo   |
| 49 | Brasile (bandiera)  | C     | Ryan               |
| -- | Brasile (bandiera)  | A     | Adson              |
| -- | Brasile (bandiera)  | A     | Chrystian Barletta |
| -- | Paraguay (bandiera) | D     | Fabián Balbuena    |
| -- | Brasile (bandiera)  | A     | Róger Guedes       |
| -- | Brasile (bandiera)  | C     | Du Queiroz         |
| -- | Ucraina (bandiera)  | A     | Júnior Moraes      |
| -- | Brasile (bandiera)  | D     | Murillo            |

## Cambi di allenatore
Il 13 novembre 2022 il presidente del Corinthians Duilio Monteiro Alves ha comunicato che il Vítor Pereira non avrebbe rinnovato il contratto come allenatore della squadra per la stagione 2023. Qualche giorno più tardi, lo stesso Pereira ha dichiarato pubblicamente il suo bisogno di tornare in Portogallo per problemi familiari. Un mese più tardi, tuttavia, Pereira ha accettato l'incarico come allenatore da parte del Flamengo.
A sostituire l'allenatore portoghese nell'incarico, il Corinthians ha quindi scelto Fernando Lázaro, già capo del settore analisi performance della squadra e che era stato già allenatore ad interim nella stagione precedente. Il 20 aprile 2023, Fernando Lázaro è stato a sua volta rimosso dall'incarico a causa del pessimo risultato conseguito nel campionato paulista. Tuttavia l'allenatore è rimasto nello staff della squadra come vice-allenatore, rimuovendo dal ruolo di assistenti Thiago Larghi e Luciano Dias.
Dopo poche ore dalla rimozione di Fernando Lázaro, il Corinthians ha annunciato che a prendere le redini della squadra sarebbe stato Cuca, con un contratto fino alla fine della stagione. La nomina di Cuca ha tuttavia sollevato un'enorme protesta da parte della tifoseria della squadra, dato che Cuca è stato processato nel 1989 da un tribunale svizzero per una presunta violenza sessuale ai danni di una ragazza di 13 anni in un hotel di Berna nel 1987. La sentenza comminata a Cuca è stata di 15 mesi di carcere per "atti sessuali con una minorenne", ma la condanna non è mai stata eseguita ed il reato si è estinto nel 2004. Il 27 aprile 2023, appena una settimana dopo aver firmato il suo contratto con il Corinthians e subito dopo la vittoria contro il Remo ai calci di rigore in Coppa del Brasile, Cuca ha comunicato le sue dimissioni dall'incarico di allenatore. La squadra è stata momentaneamente affidata alla guida di Danilo (allenatore della squadra Under-20 del Corinthians, nonché ex-giocatore del Timão con il quale ha vinto la Coppa Libertadores 2012 e la Coppa del mondo per club 2012); quest'ultimo ha diretto la squadra in vista del derby contro il Palmeiras del 29 aprile.
Il 1º maggio 2023, la dirigenza del Corinthians ha ufficializzato di aver dato l'incarico di allenatore della squadra a Vanderlei Luxemburgo, il quale ha firmato un contratto fino alla conclusione della stagione 2023. È la terza volta che Vanderlei Luxemburgo si siede sulla panchina del Corinthians (l'ultima nella stagione 2001).
Il 27 settembre 2023, dopo il pareggio per 1-1 contro il Fortaleza nelle semifinali di Coppa Sudamericana del giorno precedente, ha dichiarato di rinunciare all'incarico. Il giorno successivo, il 27 settembre 2023, il Corinthians ha annunciato il nuovo allenatore nominando Mano Menezes. Come Luxemburgo, anche Menezes si trova sulla panchina del Corinthians per la terza volta nella sua carriera, dopo esserne stato allenatore nel biennio 2008-2010 e nel 2014.

## Calciomercato
Dati aggiornati al 23 agosto 2023.

### Sessione invernale
| Acquisti         | Acquisti        | Acquisti              | Acquisti          |
| R.               | Nome            | da                    | Modalità          |
| ---------------- | --------------- | --------------------- | ----------------- |
| D                | Matheus Bidu    | Guarani               | definitivo        |
| C                | Maycon          | Šachtër Donec'k       | rinnovo prestito  |
| A                | Angel Romero    | svincolato            | definitivo        |
| A                | Yuri Alberto    | Zenit San Pietroburgo | definitivo        |
| Altre operazioni |                 |                       |                   |
| R.               | Nome            | da                    | Modalità          |
| P                | Ivan            | Zenit San Pietroburgo | prestito revocato |
| D                | Danilo Avelar   | América-MG            | fine prestito     |
| A                | Rodrigo Varanda | Akritas Chlōrakas     | fine prestito     |

| Cessioni         | Cessioni          | Cessioni              | Cessioni                     |
| R.               | Nome              | a                     | Modalità                     |
| ---------------- | ----------------- | --------------------- | ---------------------------- |
| D                | Lucas Piton       | Vasco da Gama         | definitiva (16,6 milioni R$) |
| D                | Robert Renan      | Zenit San Pietroburgo | definitiva                   |
| C                | Mateus Vital      |                       | svincolato                   |
| C                | Ramiro            |                       | svincolato                   |
| C                | Xavier            |                       | svincolato                   |
| Altre operazioni |                   |                       |                              |
| R.               | Nome              | da                    | Modalità                     |
| D                | Danilo Avelar     | América-MG            | svincolato                   |
| D                | Igor Morais       | Cianorte              | svincolato                   |
| D                | Léo Santos        | Ferroviária           | prestito                     |
| D                | Matheus Alexandre |                       | svincolato                   |
| C                | Luis Mandaca      | Juventude             | prestito                     |
| C                | Riquelme          |                       | svincolato                   |
| C                | Thiaguinho        |                       | svincolato                   |
| A                | Fessin            |                       | svincolato                   |
| A                | Janderson         |                       | svincolato                   |
| A                | Jonathan Cafú     | Cuiabá                | prestito                     |
| A                | Matheus Matias    |                       | svincolato                   |
| A                | Nathan            |                       | svincolato                   |

### Sessione estiva
| Acquisti         | Acquisti           | Acquisti      | Acquisti                  |
| R.               | Nome               | da            | Modalità                  |
| ---------------- | ------------------ | ------------- | ------------------------- |
| C                | Ruan               | Metropolitano | rinnovo prestito          |
| A                | Chrystian Barletta | São Bernardo  | definitivo (6 milioni R$) |
| A                | Léo Natel          | Casa Pia      | fine prestito             |
| C                | Matías Rojas       | svincolato    | definitivo                |
| D                | Lucas Veríssimo    | Benfica       | prestito                  |
| Altre operazioni |                    |               |                           |
| R.               | Nome               | da            | Modalità                  |
| A                | Everaldo           | América-MG    | fine prestito             |
| C                | Matheus Jesus      | Ponte Preta   | fine prestito             |

| Cessioni         | Cessioni           | Cessioni              | Cessioni                       |
| R.               | Nome               | a                     | Modalità                       |
| ---------------- | ------------------ | --------------------- | ------------------------------ |
| D                | Murillo            | Nottingham Forest     | definitiva (64,4 milioni R$)   |
| A                | Róger Guedes       | Al-Rayyan             | definitiva (49 milioni R$)     |
| C                | Adson              | Nantes                | definitiva (26,38 milioni R$)  |
| C                | Du Queiroz         | Zenit San Pietroburgo | definitiva                     |
| A                | Júnior Moraes      |                       | svincolato                     |
| C                | Gustavo Mantuan    | Zenit San Pietroburgo | definitiva (10,405 milioni R$) |
| D                | Fabián Balbuena    | Dinamo Mosca          | fine prestito                  |
| A                | Chrystian Barletta | Ceará                 | definitiva (6,6 milioni R$)    |
| Altre operazioni |                    |                       |                                |
| R.               | Nome               | da                    | Modalità                       |
| A                | Everaldo           |                       | svincolato                     |
| D                | Reginaldo          |                       | svincolato                     |
| C                | Luan               |                       | svincolato                     |
| C                | Matheus Jesus      |                       | svincolato                     |

## Risultati

### Paulistão

#### Fase a gironi
| Arbitro: | Claus |

|           |           |  |
| Artur 74’ | Marcatori |  |

| Arbitro: | Scarascati |

|                                                    |           |  |
| Yuri Alberto 21’ Róger Guedes 39’ Róger Guedes 70’ | Marcatori |  |

| San Paolo 21 gennaio 2023, ore 18:30 UTC-3 3ª giornata | Inter de Limeira | 0 – 0 referto | Corinthians | Limeirão (14 725 spett.)\| Arbitro: \| Marques \| |
| Arbitro:                                               | Marques          |               |             |                                                   |

| Arbitro: | de Oliveira |

|                                     |           |             |
| Róger Guedes 45+2’ Fábio Santos 52’ | Marcatori | 1’ Bruninho |

| Arbitro: | Claus |

|             |           |                     |
| Luciano 78’ | Marcatori | 18’ Adson 34’ Adson |

| Arbitro: | Batista |

|                            |           |  |
| Róger Guedes 30’ Adson 37’ | Marcatori |  |

| Arbitro: | Gobi |

|                                   |           |  |
| Vitinho 5’ (rig.) João Castro 49’ | Marcatori |  |

| Brasilia 12 febbraio 2023, ore 16:00 UTC-3 8ª giornata | Portuguesa | 0 – 0 referto | Corinthians | Mané Garrincha (26 004 spett.)\| Arbitro: \| Marques \| |
| Arbitro:                                               | Marques    |               |             |                                                         |

| Arbitro: | Claus |

|                         |           |                   |
| Róger Guedes 8’ Gil 77’ | Marcatori | 44’ Rony 52’ Rony |

| Arbitro: | Delgado |

|                                                        |           |  |
| Róger Guedes 10’ Renato Augusto 45+1’ Róger Guedes 57’ | Marcatori |  |

| Arbitro: | Batista |

|                                                |           |                                   |
| Lucas Barbosa 45+6’ Marcos Leonardo 90’ (rig.) | Marcatori | 32’ Yuri Alberto 67’ Róger Guedes |

| Arbitro: | de Santana |

|                                                |           |               |
| Yuri Alberto 40’ Paulinho 60’ Yuri Alberto 64’ | Marcatori | 31’ José Hugo |

Classificandosi al 1º posto nel proprio girone di appartenenza (Gruppo C), il Corinthians si è qualificato per le fasi finali del Paulistão.

#### Fase finale

##### Quarti di finale
| Arbitro: | Claus |

|                                                                               |                      | |
| Paulinho 35’                                                                  | Marcatori            | 26’ Raí Ramos |
| Fábio Santos Giuliano Vera Yuri Alberto Róger Guedes Maycon Méndez Fagner Gil | Tiri di rigore 6 – 7 | Eduardo Person José Aldo Rafael Pereira Raí Ramos Claudinho Jefferson Paulino Lucas Siqueira Mário Sérgio Felipe Saraiva |

Con la sconfitta subita ai calci di rigore dall'Ituano, il Corinthians è stato eliminato ai quarti di finale del Paulistão.

### Brasileirão
| Arbitro: | Anderson Daronco |

|                                     |           |                |
| Matheus Araújo 69’ Róger Guedes 88’ | Marcatori | 90+6’ Oliveira |

| Arbitro: | Bruno Arleu de Araújo |

|                                                  |           |                  |
| Matheus Peixoto 31’ Lucas Halter 81’ Apodi 90+5’ | Marcatori | 17’ Róger Guedes |

| Arbitro: | Wilton Sampaio |

|                              |           |                     |
| Murilo 16’ Raphael Veiga 36’ | Marcatori | 76’ (aut.) Piquerez |

| Arbitro: | Ramon Abatti |

|                  |           |                    |
| Yuri Alberto 88’ | Marcatori | 79’ Caio Alexandre |

| Arbitro: | Anderson Daronco |

|                                                     |           |  |
| Tiquinho 13’ Tiquinho 65’ (rig.) Carlos Eduardo 82’ | Marcatori |  |

| Arbitro: | Bruno Arleu de Araújo |

|                           |           |            |
| Róger Guedes 45+7’ (rig.) | Marcatori | 16’ Araújo |

| Arbitro: | Rafael Rodrigo Klein |

|                   |           |  |
| Léo Pereira 90+4’ | Marcatori |  |

| Arbitro: | Leandro Vuaden |

|                                     |           |  |
| Róger Guedes 59’ Róger Guedes 90+2’ | Marcatori |  |

| Arbitro: | Anderson Daronco |

|                                             |           |  |
| Danilo Avelar 74’ (rig.) Renato Marques 87’ | Marcatori |  |

| Arbitro: | André Luiz Skettino Policarpo Bento |

|          |           |               |
| Ruan 81’ | Marcatori | 55’ Deyverson |

| Arbitro: | Leandro Vuaden |

|  |           |                           |
|  | Marcatori | 19’ Yuri Alberto 28’ Ruan |

| Arbitro: | Wagner do Nascimento Magalhães |

|                 |           |  |
| Vitor Roque 36’ | Marcatori |  |

| Arbitro: | Edina Alves Batista |

|                   |           |  |
| Eduardo Sasha 18’ | Marcatori |  |

| Arbitro: | Rodrigo José Pereira de Lima |

|                  |           |  |
| Róger Guedes 41’ | Marcatori |  |

| Salvador 22 luglio 2023, ore 18:30 UTC-3 16ª giornata | Bahia                               | 0 – 0 referto | Corinthians | Fonte Nova (43 716 spett.)\| Arbitro: \| André Luiz Skettino Policarpo Bento \| |
| Arbitro:                                              | André Luiz Skettino Policarpo Bento |               |             |                                                                                 |

| Arbitro: | Leandro Vuaden |

|                                                     |           |                 |
| Maycon 19’ Yuri Alberto 61’ Róger Guedes 73’ (rig.) | Marcatori | 70’ Gabriel Pec |

| Arbitro: | Wagner do Nascimento Magalhães |

|                                       |           |                                            |
| Bruno Henrique 18’ Luiz Adriano 90+9’ | Marcatori | 13’ Renato Augusto 86’ (rig.) Fábio Santos |

| Arbitro: | Ramon Abatti |

|                                     |           |                    |
| Gil 51’ Yuri Alberto 54’ Wesley 67’ | Marcatori | 28’ (aut.) Murillo |

| Arbitro: | Rafael Rodrigo Klein |

|              |           |                        |
| Papagaio 45’ | Marcatori | 90+8’ Gustavo Mosquito |

| Arbitro: | Paulo Cesar Zanovelli |

|            |           |               |
| Maycon 82’ | Marcatori | 59’ Guilherme |

| San Paolo 3 settembre 2023, ore 16:00 UTC-3 22ª giornata | Corinthians      | 0 – 0 referto | Palmeiras | Neo Química Arena (43 997 spett.)\| Arbitro: \| Anderson Daronco \| |
| Arbitro:                                                 | Anderson Daronco |               |           |                                                                     |

| Arbitro: | Rodrigo José Pereira de Lima |

|                               |           |           |
| Lucero 27’ Yago Pikachu 90+4’ | Marcatori | 33’ Pedro |

| Arbitro: | Wilton Sampaio |

|                                                                               |           |                                                         |
| Fábio Santos 45’ (rig.) Lucas Veríssimo 45+5’ Yuri Alberto 45+6’ Giuliano 68’ | Marcatori | 21’ Nathan 27’ Cristaldo 51’ Everton Galdino 59’ Suárez |

| Arbitro: | Paulo Cezar Zanovelli |

|         |           |  |
| Gil 59’ | Marcatori |  |

| Arbitro: | Flavio Rodrigues de Souza |

|                           |           |           |
| Calleri 40’ Calleri 45+2’ | Marcatori | 3’ Romero |

| Arbitro: | Anderson Daronco |

|                         |           |            |
| Fábio Santos 80’ (rig.) | Marcatori | 55’ Gerson |

| Arbitro: | Paulo Cesar Zanovelli |

|                             |           |                                                    |
| Lima 22’ Lima 56’ Arias 84’ | Marcatori | 10’ Yuri Alberto 27’ Yuri Alberto 32’ Fábio Santos |

| Arbitro: | Yuri Elino Ferreira da Cruz |

|                |           |             |
| Giuliano 90+9’ | Marcatori | 38’ Benítez |

| Arbitro: | André Luiz Skettino Policarpo Bento |

|  |           |            |
|  | Marcatori | 79’ Romero |

| Arbitro: | Anderson Daronco |

|                       |           |                       |
| Jean Lucas 58’ (aut.) | Marcatori | 90+10’ (rig.) Mendoza |

| Arbitro: | Leandro Vuaden |

|                  |           |  |
| Yuri Alberto 64’ | Marcatori |  |

| Arbitro: | Raphael Claus |

|             |           |  |
| Helinho 29’ | Marcatori |  |

| Arbitro: | Bráulio da Silva Machado |

|            |           |              |
| Romero 23’ | Marcatori | 67’ Paulinho |

| Arbitro: | Rodrigo José Pereira de Lima |

|  |           |            |
|  | Marcatori | 32’ Romero |

| Arbitro: | Marcelo de Lima Henrique |

|                    |           |                                                                         |
| Renato Augusto 67’ | Marcatori | 4’ Rezende 16’ Cauly 29’ (rig.) Thaciano 75’ Ademir 85’ (rig.) Thaciano |

| Arbitro: | Sávio Pereira Sampaio |

|                          |           |                                                          |
| Rodríguez 4’ Vegetti 25’ | Marcatori | 13’ Romero 45’ Romero 61’ Gabriel Moscardo 90+4’ Giovane |

| Arbitro: | Caio Max Augusto Vieira |

|            |           |                            |
| Romero 57’ | Marcatori | 35’ Maurício 66’ Wanderson |

| Arbitro: | Jonathan Benkenstein Pinheiro |

|  |           |                     |
|  | Marcatori | 11’ Vera 21’ Romero |

### Copa Libertadores
Il Corinthians ha cominciato la sua partecipazione alla Coppa Libertadores a partire dalla fase a gironi.

#### Fase a gironi
| Arbitro: | Rojas |

|  |           |                                                  |
|  | Marcatori | 45+1’ Balbuena 49’ Róger Guedes 63’ Róger Guedes |

| Arbitro: | Valenzuela |

|  |           |             |
|  | Marcatori | 13’ Cabrera |

| Arbitro: | Maza |

|                  |           |                   |
| Róger Guedes 35’ | Marcatori | 22’ Díaz 52’ Díaz |

| Buenos Aires 24 maggio 2023, ore 21:30 UTC-3 4ª giornata | Argentinos Juniors | 0 – 0 referto | Corinthians | Stadio Diego Armando Maradona (21 830 spett.)\| Arbitro: \| Ortega \| |
| Arbitro:                                                 | Ortega             |               |             |                                                                       |

| Arbitro: | Herrera |

|                                 |           |  |
| Hoyos 17’ Hoyos 24’ Sornoza 69’ | Marcatori |  |

| Arbitro: | Arteaga |

|                                                 |           |  |
| Matheus Araújo 32’ Felipe Augusto 64’ Adson 80’ | Marcatori |  |

Classificandosi al 3º posto nel Gruppo E di Coppa Libertadores, il Corinthians è stato eliminato dalla competizione ma si è qualificato allo spareggio per accedere agli ottavi di finale di Coppa Sudamericana.

### Copa Sudamericana

#### Spareggi
| Arbitro: | Valenzuela |

|                    |           |  |
| Felipe Augusto 79’ | Marcatori |  |

| Arbitro: | Wilmar Roldán |

|                   |           |                       |
| Flores 77’ (rig.) | Marcatori | 70’ Maycon 90+2’ Ryan |

Con il risultato aggregato di 3-1, il Corinthians si è qualificato agli ottavi di finale di Coppa Sudamericana.

#### Ottavi di finale
| Arbitro: | G. Tejera |

|                                    |           |                |
| Yuri Alberto 57’ (rig.) Wesley 65’ | Marcatori | 45+4’ Portillo |

| Rosario 8 agosto 2023, ore 21:30 UTC-3 Ottavi di finale (ritorno) | Newell's Old Boys | 0 – 0 tot.:1-2 referto | Corinthians | El Coloso del Parque (? spett.)\| Arbitro: \| Andrés Rojas \| |
| Arbitro:                                                          | Andrés Rojas      |                        |             |                                                               |

Con il risultato aggregato di 2-1, il Corinthians si è qualificato per i quarti di finale di Coppa Sudamericana.

#### Quarti di finale
| Arbitro: | Jesús Valenzuela |

|                                      |           |  |
| Carlos Gilberto Nascimento Silva 17’ | Marcatori |  |

| Arbitro: | Wilmar Roldán |

|                                           |                      |                                  |
| M. Méndez 1’                              | Marcatori            |                                  |
| Sosa Rollheiser Lollo M. Méndez Ascasibar | Tiri di rigore 2 – 3 | Fábio Santos Giuliano Vera Rojas |

Permanendo il risultato di parità dopo le due partite di andata e ritorno, si è resa necessaria la disputa dei calci di rigore dai quali è uscito vincitore il Corinthians, che in tal modo si è qualificato per le semifinali di Coppa Sudamericana.

#### Semifinale
| Arbitro: | Esteban Ostojich |

|                  |           |                  |
| Yuri Alberto 40’ | Marcatori | 22’ José Welison |

| Arbitro: | Andrés Rojas |

|                            |           |  |
| Yago Pikachu 49’ Tinga 55’ | Marcatori |  |

Con il punteggio aggregato di 0-2 per il Fortaleza, il Corinthians è stato eliminato dalla Copa Sudamericana in semifinale.

### Copa do Brasil
Il Corinthians ha cominciato la sua partecipazione alla Copa do Brasil a partire dal terzo turno.

#### Terzo turno
| Arbitro: | Abatti |

|                        |           |  |
| Franco 12’ Muriqui 60’ | Marcatori |  |

| Arbitro: | c |

|                                                    |                      |                                       |
| Adson 2’ Róger Guedes 90+3’                        | Marcatori            |                                       |
| Yuri Alberto Maycon Vera Matheus Bidu Róger Guedes | Tiri di rigore 5 – 4 | Icaro Leonan Anderson Uchôa Claudinei |

Dopo la fine dei tempi regolamentari, il punteggio aggregato era di 2-2 rendendo necessaria la disputa dei calci di rigore, al termine dei quali è risultato vittorioso il Corinthians per 5-4; in tal modo il Corinthians si è qualificato per gli ottavi di finale di Coppa di Brasile.

#### Ottavi di finale
| Arbitro: | Machado |

|                           |           |  |
| Paulinho 66’ Paulinho 79’ | Marcatori |  |

| Arbitro: | Sampaio |

|                                       |                      |                                   |
| Matheus Bidu 33’ Róger Guedes 66’     | Marcatori            |                                   |
| Fábio Santos Yuri Alberto Vera Maycon | Tiri di rigore 3 – 1 | Hulk Edenílson Paulinho Battaglia |

Dopo la fine dei tempi regolamentari, il punteggio aggregato era di 2-2 rendendo necessaria la disputa dei calci di rigore, al termine dei quali è risultato vittorioso il Corinthians per 3-1; in tal modo il Corinthians si è qualificato per i quarti di finale di Coppa di Brasile.

#### Quarti di finale
| Arbitro: | Leandro Vuaden |

|             |           |  |
| Juninho 32’ | Marcatori |  |

| Arbitro: | Abatti |

|                                                      |                      |                                          |
| Renato Augusto 49’ Yuri Alberto 66’ Róger Guedes 73’ | Marcatori            | 70’ Benítez 83’ Mastriani                |
| Fábio Santos Giuliano Adson Yuri Alberto             | Tiri di rigore 3 – 1 | Mastriani Marcinho Paulinho Bóia Benítez |

Dopo la fine dei tempi regolamentari, il punteggio aggregato era di 3-3 rendendo necessaria la disputa dei calci di rigore, al termine dei quali è risultato vittorioso il Corinthians per 3-1; in tal modo il Corinthians si è qualificato per le semifinali di Coppa di Brasile.

#### Semifinale
| Arbitro: | Wilton Sampaio |

|                                       |           |             |
| Renato Augusto 48’ Renato Augusto 81’ | Marcatori | 55’ Luciano |

| Arbitro: | Raphael Claus |

|                                     |           |  |
| Wellington Rato 13’ Lucas Moura 32’ | Marcatori |  |

Con il risultato aggregato di 2-3 in suo sfavore, il Corinthians è stato eliminato dalla Coppa del Brasile in semifinale.

## Statistiche
Dati aggiornati al 31 ottobre 2023.

### Statistiche di squadra
| Competizione       | P.ti | In casa | In casa | In casa | In casa | In casa | In casa | In trasferta | In trasferta | In trasferta | In trasferta | In trasferta | In trasferta | Totale | Totale | Totale | Totale | Totale | Totale | DR |
| Competizione       | P.ti | G       | V       | N       | P       | Gf      | Gs      | G            | V            | N            | P            | Gf           | Gs           | G      | V      | N      | P      | Gf     | Gs     | DR |
| ------------------ | ---- | ------- | ------- | ------- | ------- | ------- | ------- | ------------ | ------------ | ------------ | ------------ | ------------ | ------------ | ------ | ------ | ------ | ------ | ------ | ------ | -- |
| Brasileirāo        | 40   | 19      | 6       | 10      | 3       | 26      | 23      | 19           | 6            | 4            | 9            | 21           | 25           | 38     | 12     | 14     | 12     | 47     | 48     | -1 |
| Paulistāo          | 22   | 7       | 5       | 2       | 0       | 16      | 5       | 6            | 1            | 3            | 2            | 4            | 6            | 13     | 6      | 5      | 2      | 20     | 11     | +9 |
| Coppa Libertadores | 7    | 3       | 1       | 0       | 2       | 4       | 3       | 3            | 1            | 1            | 1            | 3            | 3            | 6      | 4      | 1      | 3      | 7      | 6      | +1 |
| Coppa Sudamericana | -    | 4       | 3       | 1       | 0       | 5       | 2       | 4            | 1            | 1            | 2            | 2            | 4            | 8      | 4      | 2      | 2      | 7      | 6      | +1 |
| Coppa del Brasile  | -    | 4       | 4       | 0       | 0       | 9       | 3       | 4            | 0            | 0            | 4            | 0            | 7            | 8      | 4      | 0      | 4      | 9      | 10     | -1 |
| Totale             | -    | 37      | 19      | 13      | 5       | 60      | 36      | 36           | 9            | 9            | 18           | 30           | 45           | 73     | 30     | 22     | 23     | 90     | 81     | +9 |

### Andamento in campionato

#### Brasileirão
| Giornata  | 1 | 2  | 3  | 4  | 5  | 6  | 7  | 8  | 9  | 10 | 11 | 12 | 13 | 14 | 15 | 16 | 17 | 18 | 19 | 20 | 21 | 22 | 23 | 24 | 25 | 26 | 27 | 28 | 29 | 30 | 31 | 32 | 33 | 34 | 35 | 36 | 37 | 38 |
| --------- | - | -- | -- | -- | -- | -- | -- | -- | -- | -- | -- | -- | -- | -- | -- | -- | -- | -- | -- | -- | -- | -- | -- | -- | -- | -- | -- | -- | -- | -- | -- | -- | -- | -- | -- | -- | -- | -- |
| Luogo     | C | T  | T  | C  | T  | C  | T  | C  | T  | C  | T  | T  | C  | T  | C  | T  | C  | T  | C  | T  | C  | C  | T  | C  | T  | C  | T  | C  | T  | C  | C  | T  | C  | T  | C  | T  | C  | T  |
| Risultato | V | P  | P  | N  | P  | N  | P  | V  | P  | N  | V  | P  | P  | V  | N  | N  | V  | N  | V  | N  | N  | N  | P  | V  | P  | N  | N  | N  | V  | N  | V  | P  | N  | V  | P  | V  | P  | V  |
| Posizione | 7 | 14 | 17 | 15 | 16 | 17 | 18 | 14 | 16 | 16 | 15 | 15 | 16 | 15 | 14 | 14 | 14 | 14 | 13 | 13 | 12 | 12 | 14 | 11 | 13 | 13 | 13 | 15 | 14 | 14 | 13 | 14 | 15 | 12 | 14 | 13 | 13 | 13 |

Legenda:

Luogo: C = Casa; T = Trasferta. Risultato: R = Rinviata; V = Vittoria; N = Pareggio; P = Sconfitta.

### Statistiche individuali
| Giocatore          | Brasileirão | Brasileirão | Brasileirão | Brasileirão | Paulistão | Paulistão | Paulistão   | Paulistão  | Comp. internazionali | Comp. internazionali | Comp. internazionali | Comp. internazionali | Coppa del Brasile | Coppa del Brasile | Coppa del Brasile | Coppa del Brasile | Totale   | Totale | Totale      | Totale     |
| Giocatore          | Presenze    | Reti        | Ammonizioni | Espulsioni  | Presenze  | Reti      | Ammonizioni | Espulsioni | Presenze             | Reti                 | Ammonizioni          | Espulsioni           | Presenze          | Reti              | Ammonizioni       | Espulsioni        | Presenze | Reti   | Ammonizioni | Espulsioni |
| ------------------ | ----------- | ----------- | ----------- | ----------- | --------- | --------- | ----------- | ---------- | -------------------- | -------------------- | -------------------- | -------------------- | ----------------- | ----------------- | ----------------- | ----------------- | -------- | ------ | ----------- | ---------- |
| Biro               | 11          | 0           | 2           | 0           | 0         | 0         | 0           | 0          | 5                    | 0                    | 1                    | 0                    | 1                 | 0                 | 0                 | 0                 | 17       | 0      | 3           | 0          |
| Caetano            | 16          | 0           | 3           | 0           | 1         | 0         | 0           | 0          | 5                    | 0                    | 1                    | 0                    | 1                 | 0                 | 0                 | 0                 | 23       | 0      | 4           | 0          |
| V. Cantillo        | 6           | 0           | 0           | 0           | 4         | 0         | 0           | 0          | 2                    | 0                    | 0                    | 0                    | 0                 | 0                 | 0                 | 0                 | 12       | 0      | 0           | 0          |
| Carlos Miguel      | 2           | 0           | 0           | 0           | 2         | -1        | 1           | 0          | 5                    | -1                   | 0                    | 0                    | 0                 | 0                 | 1                 | 0                 | 9        | -2     | 2           | 0          |
| Cássio             | 37          | -48         | 1           | 0           | 11        | -10       | 2           | 0          | 10                   | -11                  | 0                    | 0                    | 8                 | -10               | 0                 | 0                 | 66       | -79    | 3           | 0          |
| Fábio Santos       | 25          | 4           | 7           | 0           | 13        | 1         | 1           | 0          | 9                    | 0                    | 2                    | 0                    | 8                 | 0                 | 2                 | 0                 | 55       | 5      | 12          | 0          |
| Fagner             | 30          | 0           | 10          | 0           | 11        | 0         | 3           | 0          | 8                    | 0                    | 1                    | 0                    | 8                 | 0                 | 2                 | 0                 | 57       | 0      | 16          | 0          |
| Felipe Augusto     | 15          | 0           | 0           | 0           | 0         | 0         | 0           | 0          | 4                    | 2                    | 0                    | 0                    | 2                 | 0                 | 0                 | 0                 | 21       | 2      | 0           | 0          |
| Gabriel Moscardo   | 18          | 1           | 6           | 0           | 0         | 0         | 0           | 0          | 5                    | 0                    | 1                    | 0                    | 2                 | 0                 | 2                 | 0                 | 25       | 1      | 9           | 0          |
| Gil                | 32          | 2           | 10          | 0           | 10        | 1         | 1           | 0          | 11                   | 1                    | 1                    | 0                    | 8                 | 0                 | 1                 | 0                 | 61       | 4      | 13          | 0          |
| Giovane            | 5           | 1           | 0           | 0           | 1         | 0         | 0           | 0          | 2                    | 0                    | 0                    | 0                    | 0                 | 0                 | 0                 | 0                 | 8        | 1      | 0           | 0          |
| Giuliano           | 30          | 2           | 2           | 0           | 13        | 0         | 1           | 0          | 11                   | 0                    | 1                    | 0                    | 5                 | 0                 | 0                 | 0                 | 59       | 2      | 4           | 0          |
| Gustavo Mosquito   | 11          | 1           | 2           | 0           | 0         | 0         | 0           | 0          | 3                    | 0                    | 0                    | 0                    | 0                 | 0                 | 0                 | 0                 | 14       | 1      | 2           | 0          |
| Léo Mana           | 3           | 0           | 1           | 0           | 0         | 0         | 0           | 0          | 3                    | 0                    | 0                    | 0                    | 0                 | 0                 | 0                 | 0                 | 6        | 0      | 1           | 0          |
| Lucas Veríssimo    | 15          | 1           | 4           | 0           | 0         | 0         | 0           | 0          | 3                    | 0                    | 1                    | 0                    | 0                 | 0                 | 0                 | 0                 | 18       | 1      | 5           | 0          |
| Matheus Araújo     | 16          | 1           | 0           | 0           | 4         | 0         | 0           | 0          | 6                    | 1                    | 0                    | 1                    | 5                 | 0                 | 0                 | 0                 | 31       | 2      | 0           | 1          |
| Matheus Bidu       | 24          | 0           | 2           | 0           | 3         | 0         | 0           | 0          | 8                    | 0                    | 0                    | 0                    | 3                 | 1                 | 2                 | 0                 | 38       | 1      | 4           | 0          |
| Maycon             | 32          | 2           | 4           | 1           | 7         | 0         | 0           | 0          | 12                   | 1                    | 1                    | 0                    | 7                 | 0                 | 1                 | 0                 | 58       | 3      | 6           | 1          |
| B. Méndez          | 27          | 0           | 5           | 1           | 11        | 0         | 1           | 0          | 9                    | 0                    | 3                    | 0                    | 6                 | 0                 | 0                 | 0                 | 53       | 0      | 9           | 1          |
| Paulinho           | 4           | 0           | 0           | 0           | 8         | 2         | 1           | 0          | 4                    | 0                    | 1                    | 0                    | 3                 | 0                 | 0                 | 0                 | 19       | 2      | 2           | 0          |
| Pedrinho           | 0           | 0           | 0           | 0           | 1         | 0         | 0           | 0          | 0                    | 0                    | 0                    | 0                    | 0                 | 0                 | 0                 | 0                 | 1        | 0      | 0           | 0          |
| Pedro              | 15          | 1           | 1           | 0           | 1         | 0         | 0           | 0          | 4                    | 0                    | 1                    | 0                    | 1                 | 0                 | 0                 | 0                 | 21       | 1      | 2           | 0          |
| Rafael Ramos       | 0           | 0           | 0           | 0           | 4         | 0         | 0           | 0          | 3                    | 0                    | 0                    | 0                    | 0                 | 0                 | 0                 | 0                 | 7        | 0      | 0           | 0          |
| Renato Augusto     | 24          | 2           | 1           | 0           | 10        | 1         | 1           | 0          | 7                    | 0                    | 1                    | 0                    | 4                 | 3                 | 0                 | 0                 | 45       | 6      | 3           | 0          |
| M. Rojas           | 15          | 0           | 1           | 0           | 0         | 0         | 0           | 0          | 3                    | 0                    | 0                    | 0                    | 2                 | 0                 | 0                 | 0                 | 20       | 0      | 1           | 0          |
| Á. Romero          | 22          | 8           | 2           | 0           | 9         | 0         | 1           | 0          | 11                   | 0                    | 0                    | 0                    | 0                 | 0                 | 0                 | 0                 | 42       | 8      | 3           | 0          |
| Roni               | 15          | 0           | 2           | 0           | 11        | 0         | 2           | 0          | 4                    | 0                    | 2                    | 0                    | 2                 | 0                 | 1                 | 0                 | 32       | 0      | 7           | 0          |
| Ruan               | 19          | 2           | 3           | 0           | 0         | 0         | 0           | 0          | 5                    | 0                    | 2                    | 0                    | 4                 | 0                 | 0                 | 0                 | 28       | 2      | 5           | 0          |
| Ryan               | 0           | 0           | 0           | 0           | 0         | 0         | 0           | 0          | 2                    | 1                    | 2                    | 1                    | 0                 | 0                 | 0                 | 0                 | 2        | 1      | 2           | 1          |
| F. Vera            | 21          | 1           | 6           | 0           | 9         | 0         | 1           | 0          | 9                    | 0                    | 2                    | 0                    | 8                 | 0                 | 0                 | 0                 | 47       | 1      | 9           | 0          |
| Wesley             | 24          | 1           | 2           | 0           | 1         | 0         | 0           | 0          | 7                    | 1                    | 1                    | 0                    | 2                 | 0                 | 0                 | 0                 | 34       | 2      | 3           | 0          |
| Yuri Alberto       | 34          | 8           | 6           | 0           | 10        | 4         | 1           | 0          | 11                   | 2                    | 2                    | 0                    | 8                 | 1                 | 2                 | 0                 | 63       | 15     | 11          | 0          |
| Adson              | 15          | 0           | 0           | 0           | 11        | 3         | 2           | 0          | 8                    | 1                    | 1                    | 0                    | 7                 | 1                 | 2                 | 0                 | 41       | 5      | 5           | 0          |
| F. Balbuena        | 1           | 0           | 0           | 0           | 7         | 0         | 1           | 0          | 2                    | 1                    | 0                    | 0                    | 0                 | 0                 | 0                 | 0                 | 10       | 1      | 1           | 0          |
| Chrystian Barletta | 3           | 0           | 0           | 0           | 0         | 0         | 0           | 0          | 0                    | 0                    | 0                    | 0                    | 2                 | 0                 | 1                 | 0                 | 5        | 0      | 1           | 0          |
| Du Queiroz         | 3           | 0           | 1           | 0           | 10        | 0         | 1           | 0          | 3                    | 0                    | 0                    | 0                    | 1                 | 0                 | 0                 | 0                 | 17       | 0      | 2           | 0          |
| Róger Guedes       | 15          | 8           | 3           | 0           | 12        | 8         | 1           | 0          | 6                    | 3                    | 0                    | 0                    | 7                 | 3                 | 1                 | 0                 | 40       | 22     | 5           | 0          |
| Júnior Moraes      | 1           | 0           | 0           | 0           | 3         | 0         | 0           | 0          | 0                    | 0                    | 0                    | 0                    | 0                 | 0                 | 0                 | 0                 | 4        | 0      | 0           | 0          |
| Murillo            | 13          | 0           | 3           | 0           | 0         | 0         | 0           | 0          | 7                    | 0                    | 3                    | 0                    | 7                 | 0                 | 1                 | 0                 | 27       | 0      | 7           | 0          |